# José Sousa
José Carlos Leite de Sousa (ur. 9 października 1977 w São João da Madeira) – portugalski trener piłkarski i piłkarz grający na pozycji prawego obrońcy.

## Życie prywatne
Pochodzi z piłkarskiej rodziny. Jego synem jest Bruno Leite, również piłkarz.
Wujek Sousy, António, również był piłkarzem, grającym na pozycji pomocnika i wieloletnim reprezentantem Portugalii. Kuzyn Joségo, Ricardo, również grał na pozycji pomocnika na poziomie pierwszej ligi portugalskiej. Syn Ricarda, Afonso, też gra w piłkę.